# Coacoaco
Coacoaco är en ort i Mexiko.   Den ligger i kommunen Ilamatlán och delstaten Veracruz, i den sydöstra delen av landet, 170 km norr om huvudstaden Mexico City. Coacoaco ligger 857 meter över havet och antalet invånare är 800.
Terrängen runt Coacoaco är lite bergig. Runt Coacoaco är det ganska tätbefolkat, med 58 invånare per kvadratkilometer. Närmaste större samhälle är Xochiatipan de Castillo, 15,7 km öster om Coacoaco. I omgivningarna runt Coacoaco växer i huvudsak städsegrön lövskog.